# Épisodes de Super Fun Night
Cet article présente le guide des épisodes de la série télévisée américaine Super Fun Night.

## Généralités
- Le 10 mai 2013, la série a été officiellement commandée par le réseau ABC[1].
- Le 1er novembre 2013, ABC a commandé 4 épisodes supplémentaires, portant la saison à 17 épisodes[2].
- Au Canada, la série est diffusée en simultané sur le réseau Citytv.

## Distribution

### Acteurs principaux
- Rebel Wilson : Kimmie Boubier
- Liza Lapira : Helen-Alice
- Lauren Ash : Marika
- Kevin Bishop : Richard Royce
- Kate Jenkinson (en) : Kendall

### Acteurs récurrents et invités
- Kelen Coleman (en) : Felicity Vanderstone
- Caitlin Kimball : Caitlin
- Keegan-Michael Key : Slade
- Carla Jeffrey : Becky
- Adam DeVine : Jason
- Ashley Tisdale : Jazmine
- Ravi Patel : Alex

## Épisodes

### Épisode 1:Duel au piano bar
- États-Unis /  Canada : 2 octobre 2013 sur ABC[3] / Citytv
- France : 2 janvier 2015 sur Canal+ Séries[4]

- États-Unis : 8,23 millions de téléspectateurs[5] (première diffusion)

- Matt Lucas (Derrick)
- Ravi Patel (Alex)
- Anastasia Pimenov (Kimmie jeune)
- Skylar Stecker (Brittany jeune)
- Katie Wee (the waitress)
- Jacob Wysocki (the MC)

### Épisode 2:Trois par trois
- États-Unis /  Canada : 9 octobre 2013 sur ABC / Citytv
- France : 2 janvier 2015 sur Canal+ Séries

- États-Unis : 6,64 millions de téléspectateurs[6] (première diffusion)

- John Gemberling (Dan)
- Paul Rust (Benji)
- Dan Ahdoot (Ruby)
- Rob Heubel (Peter Crane)
- Anthony Soike (the Court Jester)
- Ryan Kyler Bailey (the hot dog vendor)

Kimmie, Helen-Alice et Marika s'inscrivent sur un site de rencontres de groupes mais n'ont aucune invitation en retour. Kimmie décide donc, en cachette, de modifier leur profil.

### Épisode 3:Halloween
- États-Unis /  Canada : 16 octobre 2013 sur ABC / Citytv
- France : 2 janvier 2015 sur Canal+ Séries

- États-Unis : 5,95 millions de téléspectateurs[7] (première diffusion)

- Ravi Patel (Alex)
- John Gemberling (Dan)
- Paul Rust (Benji)
- Dan Ahdoot (Ruby)
- Anastasia Pimenov (Kimmie jeune)
- Tessa Goss (suburban mom)
- Kerby Joe Grubb (Lucas)
- Van Epperson (the janitor)

### Épisode 4:Boubier connecton
- États-Unis /  Canada : 23 octobre 2013 sur ABC / Citytv
- France : 2 janvier 2015 sur Canal+ Séries

- États-Unis : 5,79 millions de téléspectateurs[8] (première diffusion)

- Jacki Weaver (Pamela)
- Ashley Tisdale (Jazmine)
- Karrie Wiita (Heidi)
- Riki Lindhome (Hayley)
- Darin Brooks (Jason)

Jazmine, la sœur de Kimmie va se marier ! Pour l'occasion, sa fête de fiançailles sera à New York, sur le thème d’Hawaï. Mais pour Kimmie, cela implique que sa mère vienne chez elle, et tout va se compliquer lorsque cette dernière invitera Richard à la fête.

### Épisode 5:Mises au point
- États-Unis /  Canada : 30 octobre 2013 sur ABC / Citytv
- France : 2 janvier 2015 sur Canal+ Séries

- États-Unis : 5,17 millions de téléspectateurs[9] (première diffusion)

- Brooke Shields (Alison/Murna)
- John Gemberling (Dan)
- Paul Rust (Benji)
- Dan Ahdoot (Ruby)

### Épisode 6:Le séminaire de l'amour
- États-Unis /  Canada : 13 novembre 2013 sur ABC / Citytv
- France : 9 janvier 2015 sur Canal+ Séries

- États-Unis : 5,84 millions de téléspectateurs[10] (première diffusion)

- Molly Shannon (Jane Spencer)
- Will Sasso (Parker)
- John Gemberling (Dan)
- Paul Rust (Benji)
- Dan Ahdoot (Ruby)

Kimmie, Helen-Alice et Marika se rendent à la conférence 'Love Lioness' de Jane Spencer, qui a pour but d'enseigner la drague dans les bars.

### Épisode 7:Guet-Apens
- États-Unis /  Canada : 20 novembre 2013 sur ABC / Citytv
- France : 9 janvier 2015 sur Canal+ Séries

- États-Unis : 5,52 millions de téléspectateurs[11] (première diffusion)

- Nate Torrence (James)
- John Gemberling (Dan)
- Paul Rust (Benji)
- Dan Ahdoot (Ruby)

Kendall et Richard organise un rendez-vous arrangé à Kimmie, avec un membre de l'équipe de football de ce dernier.

### Épisode 8:Une soirée super fun
- États-Unis /  Canada : 4 décembre 2013 sur ABC / Citytv
- France : 9 janvier 2015 sur Canal+ Séries

- États-Unis : 4,77 millions de téléspectateurs[12] (première diffusion)

- Kelen Coleman (Felicity)
- Caitlin Kimball (Caitlin)
- Keegan-Michael Key (Slade)
- Carla Jeffrey (Becky)
- Darin Brooks (Jason)
- Ashley Tisdale (Jazmine)

### Épisode 9:Mon beau sapin
- États-Unis /  Canada : 11 décembre 2013 sur ABC / Citytv
- France : 9 janvier 2015 sur Canal+ Séries

- États-Unis : 5,37 millions de téléspectateurs[13] (première diffusion)

- Anastasia Pimenov (Kimmie jeune)
- Tara Strong (Pamela jeune)
- Mo Gaffney (Lydia Quinn)
- Alan Ruck (Spencer Quinn)
- Paul Dooley (the old man)

C'est Noël et les filles décident de se rendre au « Pays imaginaire du Sapin de Noël ». Richard, ayant perdu un pari contre Kimmie, les conduit sur place.

### Épisode 10:Little Big Kim
- États-Unis /  Canada : 8 janvier 2014 sur ABC / Citytv
- France : 16 janvier 2015 sur Canal+ Séries

- États-Unis : 4,87 millions de téléspectateurs[14] (première diffusion)

- Lavell Crawford (Antwan)
- Danielle Moné Truitt (Miss T)
- Ser'Darius Blain (TF Green)
- Adam Rose (Marcello)
- Phylicia Wissa (Shanell)

La rappeuse préférée de Kimmie souhaite avoir un contrat avec un avocat mais se montre indécise au moment de signer. C'est donc à Kimmie de la convaincre.

### Épisode 11:Menu surprise
- États-Unis /  Canada : 8 janvier 2014 sur ABC / Citytv
- France : 16 janvier 2015 sur Canal+ Séries

- États-Unis : 4,68 millions de téléspectateurs[14] (première diffusion)

- Ashley Tisdale (Jazmine)
- Nate Torrence (James)
- Carrie Wiita (Heidi)
- Riki Lindhome (Hayley)
- Darin Brooks (Jason)
- John Gemberling (Dan)
- Paul Rust (Benji)
- Dan Ahdoot (Ruby)

Kimmie recroise James dans la rue et l'invite à dîner chez elle. Elle invite également sa sœur et son mari et les garçons du 11A.

### Épisode 12:Relooking extrême
- États-Unis /  Canada : 15 janvier 2014 sur ABC / Citytv
- France : 16 janvier 2015 sur Canal+ Séries

- États-Unis : 4,44 millions de téléspectateurs [15] (première diffusion)

- Fred Armisen (Brian Headfoot)
- Karrie Wiita (Heidi)
- Riki Lindhome (Hayley)

Après sa rupture avec Richard, Kendall fait vivre un enfer à Kimmie, qu'elle juge responsable de leur séparation. Cette dernière décide donc de la piéger.

### Épisode 13:Touche pas à mes potes
- États-Unis /  Canada : 22 janvier 2014 sur ABC / Citytv
- France : 16 janvier 2015 sur Canal+ Séries

- États-Unis : 4,83 millions de téléspectateurs [16] (première diffusion)

- Nate Torrence (James)
- Livia Trevino (Elsa)
- Liz Carey (DeDe)

Kimmie et James ont sauté le pas ce qui amène celui-ci à passer beaucoup de temps dans l'appartement des filles. Malheureusement, Marika et Helen-Alice ont du mal à le supporter ce qui entraîne une dispute entre elles et Kimmie.

### Épisode 14:Payback
- États-Unis /  Canada : 29 janvier 2014 sur ABC / Citytv
- France : 23 janvier 2015 sur Canal+ Séries

- États-Unis : 3,82 millions de téléspectateurs[17] (première diffusion)

- Dan Ahdoot (Ruby)
- Paul Rust (Benji)
- John Gemberling (Dan)
- Robin McLeavy (Lucinda)
- Hana Mae Lee (Frankie)

L'ex-petite amie anglaise de Richard débarque à New York et elle a une très mauvaise influence sur lui. Kimmie et Kendall essaye donc de lui faire entendre raison.

### Épisode 15:Le bal des cookies
- États-Unis /  Canada : 5 février 2014 sur ABC / Citytv
- France : 23 janvier 2015 sur Canal+ Séries

- États-Unis : 4,60 millions de téléspectateurs[18] (première diffusion)

- Bob Saget (Porter Warner)
- Matt Lucas (Derrick)
- Ravi Patel (Alex)
- Lilly Mae Harrington (geeky girl #1)
- Ramona Young (geeky girl #2)
- Amy Vorpahl (snarling Hannah)

### Épisode 16:Action ou vérité
- États-Unis /  Canada : 12 février 2014 sur ABC / Citytv
- France : 23 janvier 2015 sur Canal+ Séries

- États-Unis : 3,42 millions de téléspectateurs[19] (première diffusion)

- Nate Torrence (James)
- Hana Mae Lee (Frankie)
- Liz Carey (Dede)
- G. Maximilian Zarou (Chef Augusto)
- Catherine Reitman (Hilary)
- Amy Vorpahl (Snarling Hannah)

C'est la Saint-Valentin ! James invite Kimmie dans son restaurant mais il doit finalement aller aider en cuisine et annule leur soirée ce qui attriste beaucoup Kimmie.

### Épisode 17:James ou Richard?
- États-Unis /  Canada : 19 février 2014 sur ABC / Citytv
- France : 23 janvier 2015 sur Canal+ Séries

- États-Unis : 2,67 millions de téléspectateurs[20] (première diffusion)

- Charles Shaughnessy (Rupert Royce)
- Nate Torrence (James)
- Hana Mae Lee (Frankie)
- Paul Rust (Benji)

Après que Richard l'ait embrassé à la Saint-Valentin, Kimmie se sent complétement perdue et ne sait pas qui elle aime entre ce dernier et James.
Par ailleurs, le bureau voit arriver le père de Richard, à qui Kendall espère faire bonne impression pour obtenir une promotion.

## Audiences aux États-Unis
| N° d'épisode | Titre original             | Titre français          | Chaîne | Date de diffusion originale | Audience (en millions de téléspectateurs) | Pdm sur les 18-49 ans |
| ------------ | -------------------------- | ----------------------- | ------ | --------------------------- | ----------------------------------------- | --------------------- |
| 1            | Anything for Love          | Duel au piano bar       | ABC    | 2 octobre 2013              | 8,23                                      | 3,2                   |
| 2            | Three Men and a Boubier    | Trois par trois         | ABC    | 9 octobre 2013              | 6,64                                      | 2,5                   |
| 3            | Cookie Prom                | Halloween               | ABC    | 16 octobre 2013             | 5,95                                      | 2,1                   |
| 4            | Engagement Party           | Boubier connecton       | ABC    | 23 octobre 2013             | 5,79                                      | 2,1                   |
| 5            | Go with Glorg              | Mises au point          | ABC    | 30 octobre 2013             | 5,17                                      | 1,7                   |
| 6            | The Love Lioness           | Le séminaire de l'amour | ABC    | 13 novembre 2013            | 5,84                                      | 2,0                   |
| 7            | The Set Up                 | Guet-Apens              | ABC    | 20 novembre 2013            | 5,52                                      | 1,8                   |
| 8            | Pilot                      | Une soirée super fun    | ABC    | 4 décembre 2013             | 4,77                                      | 1,6                   |
| 9            | Merry Super Fun Christmas  | Mon beau sapin          | ABC    | 11 décembre 2013            | 5,37                                      | 1,8                   |
| 10           | Li’l Big Kim               | Little Big Kim          | ABC    | 8 janvier 2014              | 4,87                                      | 1,5                   |
| 11           | Dinner Party               | Menu surprise           | ABC    | 8 janvier 2014              | 4,68                                      | 1,7                   |
| 12           | Hostile Makeover           | Relooking extrême       | ABC    | 15 janvier 2014             | 4,44                                      | 1,5                   |
| 13           | Let the Games Begin        | Touche pas à mes potes  | ABC    | 22 janvier 2014             | 4,83                                      | 1,7                   |
| 14           | Lucindervention            | Payback                 | ABC    | 29 janvier 2014             | 3,82                                      | 1,3                   |
| 15           | Cookie Prom                | Le bal des cookies      | ABC    | 5 février 2014              | 4,60                                      | 1,5                   |
| 16           | Lesbihonest                | Action ou vérité        | ABC    | 12 février 2014             | 3,42                                      | 1,3                   |
| 17           | ...Till the Fat Lady Sings | James ou Richard ?      | ABC    | 19 février 2014             | 2,67                                      | 0,9                   |